# STS-100
STS-100 va ser una missió reeixida del Transbordador espacial Endeavour, que va dur el subministrament a l'Estació Espacial Internacional (ISS) per a continuar la construcció.

## Tripulació
- Kent Rominger (5), Comandant
- Jeffrey Ashby (2), Pilot
- Chris Hadfield (2), especialista de missió - Canadà
- Scott Parazynski (4), especialista de missió
- John Phillips (1), especialista de missió
- Umberto Guidoni (2), especialista de missió - Itàlia
- Iuri Lontxakov (1), especialista de missió - Rússia

() és el nombre de vols realitzats.

## Paràmetres de la missió
- Massa:
  - En enlairament: 103,506 kg
  - En aterratge: 99,742 kg
  - Càrrega: 4,899 kg
- Perigeu: 377 km
- Apogeu: 394 km
- Inclinació: 51.6 °
- Període: 92.3 min

### Acoblament amb la ISS
- Acoblat: 21 d'abril de 2001, 13:59:00 UTC
- Desacoblat: 29 d'abril de 2001, 17:34:00 UTC
- Temps acoblat: 8 dies, 3 hores, 35 minuts i 0 segons.

### Passejades Espacials
- Hadfield i Parazynski - EVA 1
  - Començament: 22 d'abril de 2001, 11:45 UTC
  - Final: 22 d'abril de 2001, 18:55 UTC
  - Durada: 7 hores i 10 minuts.
- Hadfield i Parazynski - EVA 2
  - Començament: 24 d'abril de 2001, 12:34 UTC
  - Final: 24 d'abril de 2001, 20: 14 UTC
  - Durada: 7 hores i 40 minuts.

## Resum de la missió
La màxima prioritat de la missió va ser la instal·lació, activació i inspecció del braç robòtic Canadarm. L'operació del braç era urgent per seguir els passos en la construcció de l'Estació Espacial Internacional, i també va ser necessària per instal·lar-hi una nova resclosa d'aire a l'estació en el proper vol, la missió STS-104. Un component final del Canadarm és el Sistema de Base Mòbil (MBS, per les sigles en anglès), instal·lat a l'estació durant la missió STS-111.

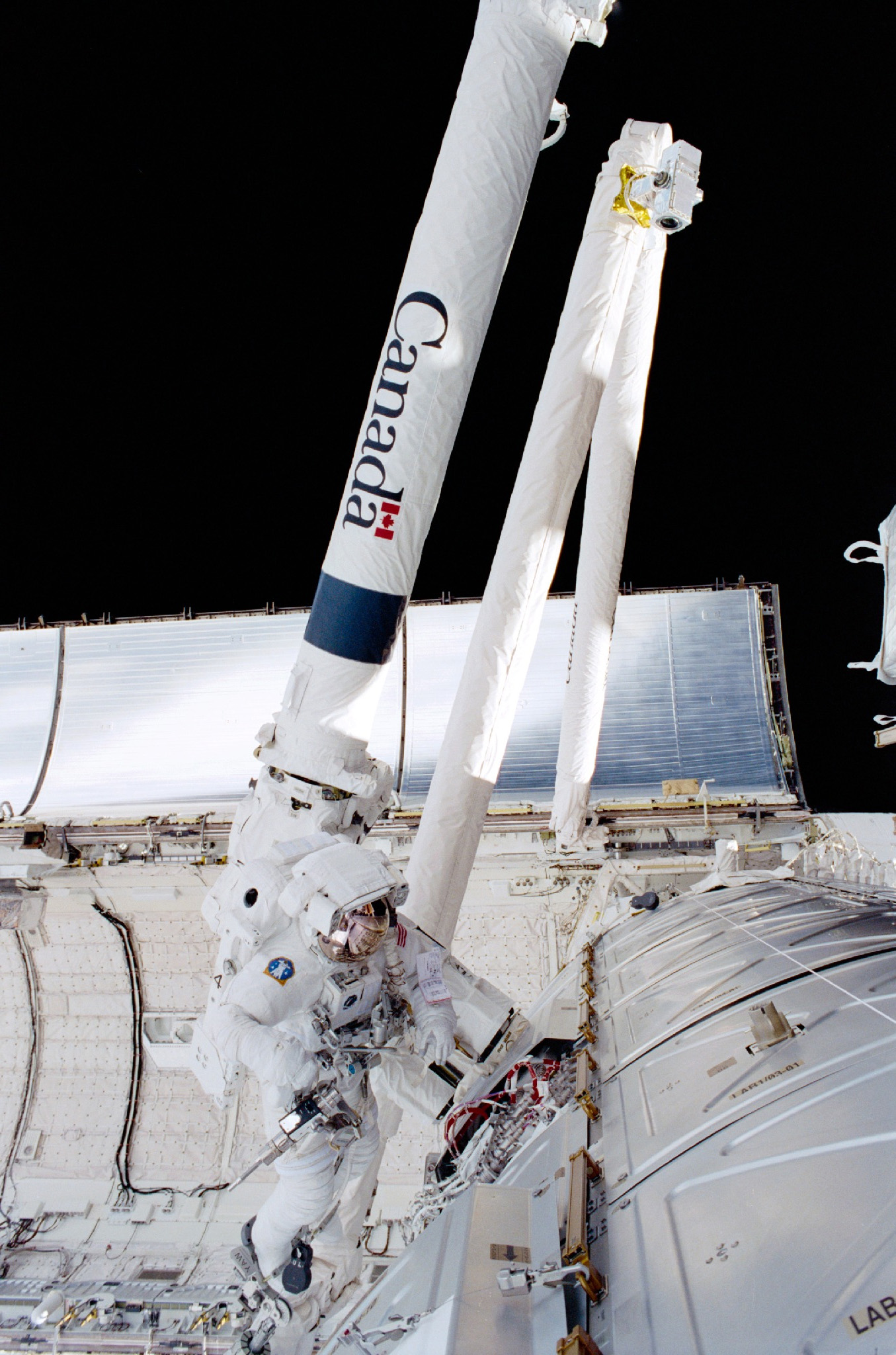
El braç robòtic Canadarm durant la seva instal·lació.

Altres objectius d'aquesta missió de l'Endeavour és atracar el mòdul Raffaelo a l'estació, activar, transferir càrrega entre l'estació i Raffaelo, i reatracar el mòdul al transbordador. El Raffaelo és el segon de tres mòduls logístics multi-propòsit desenvolupats per l'Agència Espacial Italiana. El mòdul Leonardo va ser llançat i tornat a la missió prèvia del transbordador, la STS-102, al març.
Els objectius restants inclouen la transferència d'altres equips a l'estació, com l'antena de comunicacions d'Ultra alta freqüència i un component electrònic que atracarà a l'estació en els passejos espacials. Finalment, la transferències de subministraments i aigua per al seu ús a bord de l'estació, la transferència d'experiment al complex, i la transferències d'articles per al seu retorn a la Terra des de l'estació al transbordador estan entre els objectius.
L'Endeavour també va haver d'alçar l'altitud de l'estació i realitzar un flyaround del complex, incloent enregistraments amb la càmera a la badia de càrrega IMAX.
Durant la missió, l'astronauta Chris Hadfield es va convertir en el primer astronauta canadenc en realitzar un EVA.